# Dennis Farina
Dennis Farina (Chicago, 29 februari 1944 – Scottsdale, 22 juli 2013) was een Amerikaans acteur van Italiaanse afkomst. Hij won in 1996 een American Comedy Award voor zijn bijrol als Ray 'Bones' Barboni in de misdaadkomedie Get Shorty. Naast zijn filmcarrière speelde hij in televisieseries als Crime Story (1986-88) en Law & Order (2004-06), in beide gevallen als wetsdienaar. In Law & Order deinsde Farina er niet voor terug de opvolger te worden van de onvergetelijke Lennie Briscoe, gespeeld door de al even kleurrijke Jerry Orbach. Farina gaf aan zijn vertolking van detective Joe Fontana een eigen impressie en schotelde de kijkers alles behalve een tweede Briscoe voor. 
Farina werd met regelmaat gecast als wetsdienaar, dan wel juist als crimineel. In werkelijkheid was hij van 1967 tot en met 1985 politieagent. In 2008 werd hij opgepakt wegens verboden wapenbezit.
Hij was van 1970 tot en met 1980 getrouwd met Patricia, de moeder van zijn zoons Dennis Jr., Michael en Joseph 'Joe' Farina. Joe debuteerde in 2007 op het witte doek toen hij verscheen in zowel The Devil's Dominoes als in Chasing Robert. Farina's zoons hebben hem inmiddels een meervoudig grootvader gemaakt.
Op 22 juli 2013 overleed hij door een bloedprop in zijn long op 69-jarige leeftijd. Farina werd begraven in Hillside, Mount Carmel Catholic Cemetery.

## Filmografie
*Exclusief televisiefilms
| - What Happens in Vegas... (2008) - Bottle Shock (2008) - Bag Boy (2007) - The Grand (2007) - Purple Violets (2007) - You Kill Me (2007) - Scrambled Eggs (2004) - Paparazzi (2004) - Stealing Harvard (2002) - Big Trouble (2002) - Sidewalks of New York (2001) - Snatch. (2000) - Preston Tylk (2000) - Reindeer Games (2000) - The Mod Squad (1999) - Saving Private Ryan (1998) - Out of Sight (1998) | - Bella Mafia - Don Roberto Luciano (1997) - That Old Feeling (1997) - Eddie (1996) - Get Shorty (1995) - Little Big League (1994) - Striking Distance (1993) - Romeo Is Bleeding (1993) - Another Stakeout (1993) - Street Crimes (1992) - Mac (1992) - We're Talkin' Serious Money (1992) - Men of Respect (1990) - Midnight Run (1988) - Manhunter (1986) - Jo Jo Dancer, Your Life Is Calling (1986) - Code of Silence (1985) - Thief (1981) |

## Televisieseries
*Exclusief eenmalige gastrollen
- Luck - Gus Demitriou (2011, 9 afleveringen)
- Law & Order - Detective Joe Fontana (2004-2006, 46 afleveringen)
- In-Laws - Victor Pellet (2002-2003, vijftien afleveringen)
- Miami Vice - Albert Lombard (1984-1989, drie afleveringen)
- Crime Story - Lt. Mike Torello (1986-1988, 24 afleveringen)
- Buddy Faro  - 1998 , 13 afleveringen.

- Biblioteca Nacional de España: XX1174065
- Bibliothèque nationale de France: cb14025905j (data)
- Gemeinsame Normdatei: 142009016
- International Standard Name Identifier: 0000 0000 8116 1842
- Library of Congress Control Number: n85185227
- MusicBrainz: 2c3ba577-9820-43c5-95d4-2aba32b3e970
- Nationale Bibliotheek van Tsjechië: xx0053725
- Nationale Bibliotheek van Israël: 987007342241705171
- Nationale Bibliotheek van Polen: a0000001631481
- Système universitaire de documentation: 066643627
- Virtual International Authority File: 37115456
- WorldCat: E39PBJhCJpWwbkGRJdJMhb3RKd